# 四葉光滑瓷蟹
四葉光滑瓷蟹（学名：Lissoporcellana quadrilobata）为瓷蟹科光滑瓷蟹屬下的一个种。